# Узирмон
Узирмо́н (рос. Узырмон) — присілок в Ігринському районі Удмуртії, Росія.

## Населення
Населення — 25 осіб (2010; 36 в 2002).
Національний склад станом на 2002 рік:
- удмурти — 50 %
- росіяни — 50 %

## Урбаноніми[3]
- вулиці — Кедрова